# Макафи, Джон
Джон Ма́кафи (англ. John McAfee; 18 сентября 1945[…], Сидерфорд, Глостершир — 23 июня 2021, Centre Penitenciari Brians 2, Сан-Эстеве-Сесровирес) — американский программист, основатель компании-разработчика антивирусного программного обеспечения McAfee. Один из первых людей, спроектировавших антивирусное программное обеспечение и разработавших сканер вирусов.

## Биография
Родился на американской военной базе в Юго-Западной Англии, где служил его отец; рос в городке Сейлем (Виргиния). В 1967 году получил степень бакалавра математики в колледже Роанока, а в 2008 году там же получил почётную докторскую степень.
Был сотрудником одной из лабораторий НАСА — Института Годдарда в Нью-Йорке с 1968 года по 1970 год. Потом перешёл в компанию UNIVAC в качестве проектировщика программного обеспечения, затем работал в корпорации Xerox на должности архитектора операционных систем.
В 1978 году стал консультантом в Computer Sciences Corporation. Позднее, работая в Lockheed Corporation в 1980-х годах, получил копию компьютерного вируса Pakistani Brain и начал разработку программного обеспечения для борьбы с вирусами. Был первым, кто стал распространять программное обеспечения по принципу shareware.
В 1989 году ушёл из Lockheed и начал работать уже в своей собственной компании McAfee Associates, которой он первоначально управлял из своего дома в Санта-Кларе. Позже компания была переименована в Network Associates, а через 7 лет — в McAfee.
Занимался преподаванием йоги, написал несколько книг о ней.
Кроме McAfee, основал компанию Tribal Voice, разрабатывавшую PowWow — одну из первых программ для мгновенного обмена сообщениями (предназначалась для операционных систем Windows).
В августе 2009 года газета The New York Times написала о том, что состояние Макафи снизилось со $100 млн до $4 млн вследствие влияния мирового финансово-экономического кризиса на объекты его инвестиций. Макафи переехал в Белиз (предположительно, из-за более низких налогов в этом государстве).
В начале февраля 2010 года Джон основал компанию QuorumEx, специализирующуюся в сфере способности чувства кворума у бактерий. Главный офис QuorumEx находится в государстве Белиз.
В 2012 году в статье в журнале Mensa Bulletin организации Менса Макафи начал с того, что тот факт, что он разработчик первой в мире коммерческой антивирусной программы, делает его «наиболее популярной целью хакеров», добавив: «Для них хакнуть меня как символ славы». Для своей собственной безопасности у него были другие люди, покупавшие ему компьютерную технику; использовал псевдонимы для настройки компьютеров и авторизации, также менял свой IP-адрес несколько раз в день.
2 мая 2012 года на вилле Макафи в Белизе местная полиция (Gang Suppression Unit) провела обыск. В пресс-релизе GSU говорилось о том, что Макафи занимался продажей нелицензированных лекарств и хранил нелицензированное оружие. Позже все обвинения были сняты, а Макафи подал иск против правительства Белиза за необоснованный арест. Основатель компании сообщал, что арест был произведён не из-за того, что он нарушал какие-либо законы, а из-за того, что отказался платить деньги неназванному политику после выборов, проводившихся в прошлом месяце.
12 ноября 2012 года полиция Белиза начала поиски Макафи в связи с убийством американца Грегори Фолла, который был найден застреленным 10 ноября 2012 года в своём доме в городе Сан-Педро. Фолл являлся соседом Макафи. Прислуга Макафи дала интервью, в котором утверждала, что между ними ранее возникали серьёзные конфликты. Фолл неоднократно писал заявления в полицию по поводу того, что Макафи часто стрелял из своего ружья, а также из-за агрессивного поведения собак. Но официальных обвинений по этому поводу предъявлено не было. В интервью журналу Wired Макафи настаивал на своей невиновности, утверждая, что полиция сфабриковала уголовное дело, и заявлял, что в тюрьме его могут убить.
Макафи бежал из Белиза в Гватемалу. Чтобы беспрепятственно покинуть Белиз, он изменил внешность: покрасил волосы и бороду, а также с помощью жевательной резинки изменил форму своей верхней челюсти, сделав её более объемной. 6 декабря он был задержан в городе Гватемале по обвинению в незаконном пересечении границы. Он заявил, что бежал из Белиза, чтобы иметь возможность проводить собственное расследование смерти Фолла, поскольку мало верит в то, что полиция сможет найти убийцу.
Власти Гватемалы отказались предоставить Макафи политическое убежище и выразили намерение выдать его Белизу. Макафи обвинил власти Белиза в фальсификации обвинений, назвав это местью за отказ давать взятки местным политикам.
После недельного задержания гватемальскими властями было принято решение о депортации Джона Макафи в США, самолётом он прилетел в аэропорт Майами 13 декабря 2012 года. Таким образом, он избежал уголовного преследования в Белизе, но по гражданскому иску наследников Фолла, требующих компенсации за его смерть, в ноябре 2018 года американский суд признал Макафи виновным.
В 2016 и в 2020 годах Макафи пытался выдвинуться кандидатом на пост Президента США от Либертарианской партии. Первый раз он не прошёл выборы на съезде партии, а второй раз он попытался выдвинуться кандидатом на пост вице-президента вместо президента, но также не прошёл выборы на съезде партии.
В январе 2018 года в интервью RT Макафи предположил, что «в течение следующих пяти лет половина населения планеты будет пользоваться криптовалютами. А те, кто останутся без них, скорее всего просто не будут иметь доступа к смартфонам и интернету». Также Макафи пересмотрел свой более ранний прогноз и предсказал, что к концу 2020 года курс биткойна достигнет отметки 1 млн долларов, а не 500 тыс., как он заявлял ранее. 22 июня 2020 года Макафи запустил проект собственной криптовалюты под названием Ghost.
В октябре 2020 года Макафи был задержан в Испании по запросу властей США, обвиняющих его в налоговых преступлениях. 23 июня 2021 года он был обнаружен повесившимся в тюрьме, где он ожидал экстрадиции в США .